# Kotinuka
Kotinuka est un village de la commune de Jõhvi du comté de Viru-Est en Estonie. Au 1er janvier 2012, sa population était de 57 habitants . 